# Valerian Abakovskij
Valerian Abakovskij (lotyšsky Valerians Abakovskis, rusky Валериа́н Ива́нович Абако́вский; 23. záříjul. / 5. říjnagreg. 1895 Riga – 24. června 1921 poblíž Serpuchova) byl konstruktér Aerovagonu.
Narodil se v lotyšské rodině. V letech 1919–1921 pracoval jako řidič v tambovské Čece. Začátkem roku 1921 zkonstruoval Aerovagon – motorovou drezínu s leteckým pohonem, která při malé spotřebě paliva dokázala vyvinou vysokou rychlost. Cílem bylo překonat obrovské vzdálenosti mezi ruskými městy.
Abakovskij absolvoval v Aerovagonu úspěšnou zkušební jízdu na trase Moskva – Tula, avšak stroj na zpáteční cestě vykolejil v blízkosti Serpuchova. Z jednadvaceti cestujících zahynulo šest osob, mezi nimi Abakovskij. Všichni jsou pohřbeni na pohřebišti u Kremelské zdi nedaleko Spasské věže.